# Belagerung von Kaiserswerth (1247)
Die Belagerung von Kaiserswerth 1247 bis 1248 durch den Gegenkönig Wilhelm von Holland stand im Zusammenhang mit dessen Kampf gegen Friedrich II. beziehungsweise dessen Sohn Konrad IV. Nach einem Jahr mussten Stadt und Kaiserpfalz von der stauferischen Besatzung übergeben werden.

## Ursache
Stadt und Pfalz Kaiserswerth waren ein bedeutender Stützpunkt der Staufer am Niederrhein. König Wilhelm ließ daher Kaiserswerth belagern. Neben eigenen Einheiten waren daran auch Truppen des Erzbischofs von Mainz und verschiedener Grafen und Herren beteiligt.

## Verlauf
Die Belagerung begann am 13. Dezember 1247. Der König war selbst anwesend, ehe er Anfang Februar 1248 das Lager verlassen musste.
Die Belagerten standen unter dem Befehl des Burggrafen Gernand. Diesen gelang es monatelang, der Belagerung zu widerstehen. Im April 1248 kam König Wilhelm erneut an den Schauplatz, um endlich eine Entscheidung herbeizuführen. Er befahl, die Belagerung zu einer völligen Einschließung auszuweiten. Im Mai 1248 verließ Wilhelm das Lager erneut, um sich zu der parallel stattfindenden Belagerung der Kaiserstadt Aachen zu begeben. Im Oktober 1248 kam der König nach Kaiserswerth zurück, um die Führung der Belagerung wieder selbst zu übernehmen. Nunmehr nahm auch die Zahl der Truppen erneut deutlich zu und die Belagerer verstärkten ihre Angriffe.
Die Angriffe des königlichen Heeres wurden von den Männern des Burggrafen mehrfach abgewiesen. Sie konnten aber nicht verhindern, dass die Feinde immer mehr Außenwerke erobern konnten. Außerdem wurden die Lebensmittel knapp. Daher begann der Burggraf mit Übergabeverhandlungen, die schließlich zur Aufgabe der Besatzung führten. Der Burggraf wurde von Wilhelm in Ehren aufgenommen und erneut mit dem Amt belehnt. Er soll ihm sogar seine Nichte zur Frau gegeben haben.

## Folgen
Damit war die Macht der Staufer in der Region gebrochen und es begann ein allmählicher Verlust des königlichen Einflusses auf Kaiserswerth, der schließlich zur Verpachtung an die Kurfürsten von Köln führte.